# Gefahrenstandlinie
Unter Gefahrenstandlinien versteht die Nautik und die terrestrische Navigation geometrische Örter (Standlinien), bei deren Überschreitung sich das Schiff einer gefährlichen Stelle nähert. Die meisten Gefahrenstandlinien verlaufen annähernd parallel zu einer Küste.
Als Gefahrentiefenlinien gelten im Regelfall 10 Meter, bei großem Tiefgang des Schiffes auch 15 oder 20 Meter. Die Seekarten und Seehandbücher weisen entsprechend dem Küstencharakter und der Güte der Meeresgrund-Vermessung allenfalls auf andere Gefahrentiefen hin.
Beim Fahren ist das Echolot aufmerksam zu verfolgen; ebenso jede Verfärbung des Wassers und Änderung des Seegangs. 

In der Umgebung vielbefahrener Routen im Flachmeer (z. B. Nordsee oder englischer Kanal) ist auch vermehrt auf lokale Hinweise und auf die Lage von Wracks zu achten.
Siehe auch: Untiefe, Grundsee, Flussmündung, Festlaufen
Gefahrenstandlinien können auch festgelegt sein 
- durch Peilungen, die man nicht überschreiten darf, oder
- durch Mindestentfernungen, bis zu denen man sich einem Objekt oder Seezeichen gefahrlos nähern kann.

Letztere kann z. B. mit einem E-Messgerät oder durch Beobachten des vertikalen  Gefahrenwinkels zu einem gut platzierten Leuchtturm kontrolliert werden. Hier gilt die Merkregel Winkel größer – Gefahr größer!
Siehe auch: Klippe, Riff, Sandbank